# جمرة العقبة الكبرى

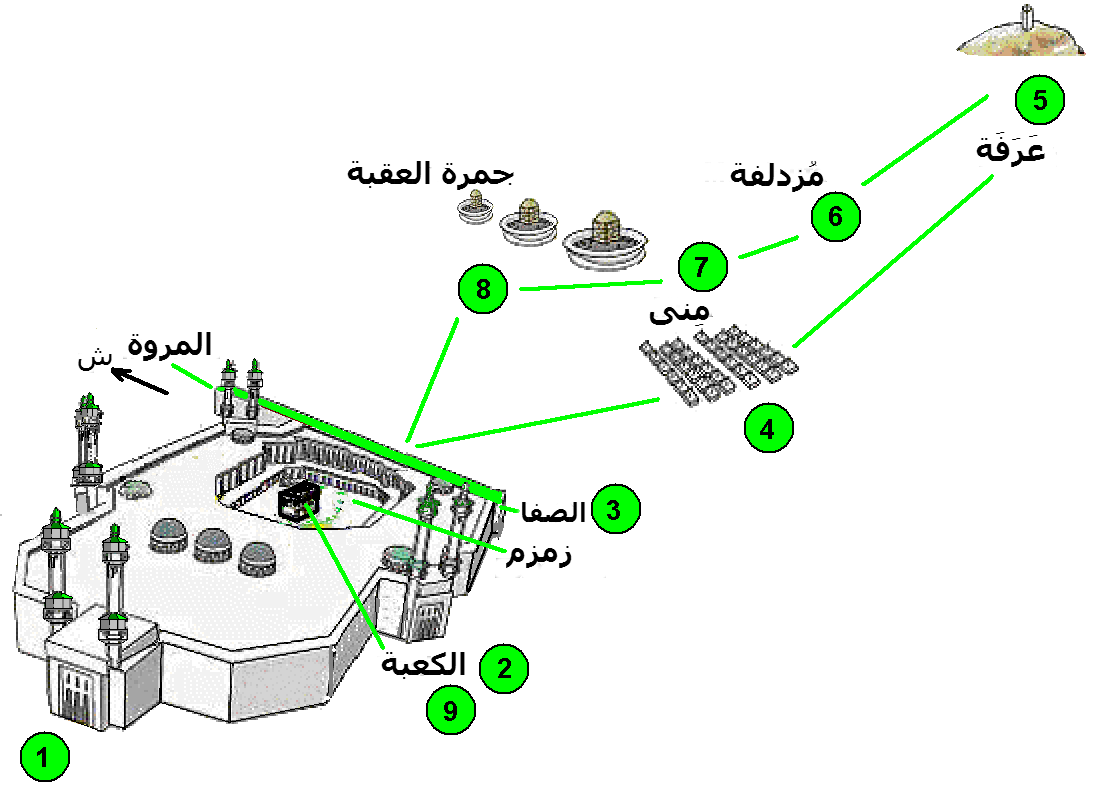
مناسك الحج في الإسلام

رمي جمرة العقبة الكبرى هي أحد الأعمال التي يؤديها المسلمون أثناء الحج. في التاسع من ذي الحجة (يوم عرفة) يلتقط الحجاج سبع حصيات من مزدلفة لرمي جمرة العقبة الكبرى. وفي اليوم التالي (العاشر من ذي الحجة أو ما يسمى بيوم النحر) يتوجه الحجاج إلى منى قبل شروق الشمس لرمي جمرة العقبة الكبرى بالحصيات السبع مع التكبير. وتعتبر جمرة العقبة الكبرى هي أقرب الجمار إلى مكة وأبعدها عن مزدلفة. يتبع رمي جمرة العقبة الكبرى ذبح الهدي أو النحر ثم حلاقة أو تقصير الشعر.